# Loftus Hall
Loftus Hall es una gran mansión ubicada en la península de Hook, en el Condado de Wexford, Irlanda. Construida en el sitio del original Redmond Hall, se dice[cita requerida] que ha sido embrujada por el diablo y el fantasma de una joven mujer.

## Redmond Hall
Aproximadamente hacia 1170, Sir Alexander Redmond (de Raymond) con su pariente, Raymond Le Gros, acompañaron a Richard FitzGilbert de Clare, II Conde de Pembroke, a Irlanda. Este último, adquirió algunas tierras en el Condado de Wexford sobra las cuales construyó The Hall, en Houseland, cerca de Portersgate. La familia Redmond reemplazó su castillo original con otro aproximadamente en 1350, durante el tiempo de la Peste Negra. Este segundo castillo fue también conocido como The Hall o Redmond Hall.

## Ataque durante lasGuerras confederadas de Irlanda
En 1642, el futuro Loftus Hall -entonces aún conocido como Redmond Hall- fue atacado por los soldados ingleses leales a Carlos I de Inglaterra. Las guerras confederadas irlandesas se quebraron en 1641 y las hostilidades comenzaron en Wexford en 1642. Una guarnición militar inglesa de alrededor de 100 hombres, bajo el comando de Lord Esmonde, hizo base en el Fuerte de Duncannon en Waterford Harbour. El 23 de febrero, esta guarnición fue reforzada por más de 200 soldados bajo el comando del Capitán Anthony Weldon y el Capitán Thomas Aston, con seis cañones. 
El 19 de junio, una parte de estos soldados del fuerte fueron atacados por un grupo de Confederados irlandeses bajo el comando del Capitán Rossiter y el Mayor James Butler, en Shielbaggan, mientras se dirigían a Tintern. Los ingleses fueron encaminados y llevados de regreso al fuerte. El Redmond Hall era claramente visible para la guarnición militar acosada en Duncannon. El dueño del Hall, Alexander Redmond, era conocido por ser solidario con los rebeldes. Por lo tanto, el Hall era también conocido como un lugar que daba asistencia a los rebeldes. El Capitán Aston creyó que sería un objetivo fácil de tomar y el 20 de julio de 1642 zarpó en barco desde Duncannon con alrededor noventa hombres y dos cañones pequeños, desembarcando cerca del Hall.
A pesar de que tenía sesenta y ocho años, Alexander Redmond obstruyó con una barricada el edificio del Hall y se preparó para defenderlo. Fue asistido por sus hijos, Robert y Michael, algunos de sus inquilinos, dos hombres armados y un sastre itinerante que casualmente se encontraba en el lugar, por un trabajo, cuando el ataque tuvo lugar. Los defensores sumaban diez en total y estaban armados con grandes armas de caza. El Capitán Aston avanzó con sus hombres hasta el frente del Hall y reclamó admisión en nombre del Rey. Alexander Redmond replicó que Aston era bienvenido, a cambio de que dejase a sus soldados y sus armas fuera. Una extensa batalla de armas prosiguió. Aston descubrió que sus cañones eran demasiado pequeños para dar una fuerte impresión frente al ingreso principal. En adición a sus problemas, alrededor de la mitad de sus hombres lo abandonaron para ir a saquear la campiña. Mientras la lucha continuaba, una neblina de mar descendió sobre la Península de Hook.
Entretanto, los Confederados irlandeses, bajo el mando del Capitán Rossiter y el Capitán Thomas Roche, aún estaban acampando en Shielbaggan. Al enterarse del ataque, marcharon en ayuda de los defensores y sorprendieron a los atacantes bajo la protección de la neblina. Aproximadamente treinta de los ingleses escaparon hacia sus embarcaciones y regresaron al fuerte. El Capitán Aston mismo fue uno de los asesinados. Muchos de los otros, incluyendo a los dos sobrinos de Lord Esmonde, los lugartenientes John y Walter Esmonde, fueron tomados prisioneros. Varios de los prisioneros ingleses fueron colgados al día siguiente, bajo las órdenes de Thomas Roche, probablemente en Ballyhack. El siguiente 20 de agosto, otros once fueron colgados en New Ross, incluyendo a uno de los hermanos Esmonde (véase también, Sitio de Duncannon).

## Despojo y cambio de propiedad
El pedigree oficial de la familia Redmond (registrado en la Oficina de Úlster, Castillo de Dublín, en 763) presupone que Alexander Redmond tuvo que defender el Hall una o incluso dos veces más, de los soldados de Oliver Cromwell en el otoño de 1649 durante la conquista cromwelliana de Irlanda. Hay una tradición según la cual los defensores utilizaron sacos de lana para bloquear grietas en las paredes hechas por los cañones enemigos. Estos sacos de lana y una representación del Hall pueden ser vistos en el escudo de armas emitido a uno de sus miembros en 1763. Presuntamente, Alexander Redmond recibió tratos favorables por parte de Cromwell y falleció en el Hall en 1650 o 1651, después de lo cual su familia, que lo sobrevivió, fue desalojada y solo se le permitió retener un tercio de sus propiedades originales en el Condado de Wexford.
La familia Loftus era de granjeros ingleses, que habían poseído tierras en el vecindario alrededor de 1590 cuando a Sir Dudley Loftus le fueron concedidas las tierras alrededor de Kilcloggan. Nicholas Loftus adquirió la Casa de Campo de Fethard sobre el Mar en 1634 y el Castillo de Fethard se convirtió en la residencia familiar, que irónicamente fue después ocupado por la familia Redmond cuando fueron desalojados del Hall, que actualmente es el Loftus Hall. Luego del fin de la campaña de Cromwell, a Nicholas Loftus le fueron otorgadas extensas tierras en el sur del Condado de Wexford y compró el Hall a "varios aventureros y soldados", pero fue solo cuando, en 1666, su hijo Henry se muda al Hall desde Dungulph que esta deviene residencia principal de la familia Loftus. Para establecer el nuevo nombre de su propiedad, hizo inscribir en piedra a la entrada del muelle de Portersgate la siguiente leyenda: "Henry Loftus de Loftus Hall Esq. 1680". Empero, el nombre viejo permaneció en uso hasta finales del siglo. En 1684 Henry Loftus llevó adelante extensas reparaciones al Hall, que presumiblemente necesitaba arreglos luego de los eventos turbulentos de las décadas previas. La familia Loftus escaló en su rango nobiliario a través de los siguientes siglos. En 1800 el entonces propietario del Hall, el primer Conde de Ely, previamente Barón Loftus de Loftus Hall, fue nombrado Marqués de Ely. Fue su descendiente, el 4° Marqués, quien entre 1870 y 1879, contrariamente a la creencia común, no derribó el antiguo Hall, sino que utilizó la estructura existente para hacer renovaciones, resultando en lo que es hoy la actual residencia. 
La familia Redmond disputó la atribución de la familia Lotus en la Corte, pero sin éxito. En 1684 fueron compensados con tierras en la Baronía de Ballaghkeene en el norte del Condado de Wexford. Algunos de sus descendientes se unieron al movimiento de los Gansos Salvajes y sirvieron en un número de ejércitos extranjeros, más notablemente en el de Francia. Otros estuvieron implicados en actividades bancarias y políticas, deviniendo en una dinastía política local prominente, en el siglo XIX y XX, en apoyo al Partido irlandés de Isaac Butt y Charles Stewart Parnell. El más famoso de estos fue John Redmond, quien dirigió el partido hasta su muerte en 1918.

## Loftus Hall hoy
En 1870, John Henry Wellington Graham Loftus, el cuarto Marqués de Ely, demolió el viejo Redmond Hall y construyó el actual sobre sus cimientos, una mansión de tres pisos sin sótano rematada con una balaustrada. En 1917, Loftus Hall fue comprado por las Hermanas de la Providencia y se convirtió en un convento y una escuela para chicas jóvenes interesadas en unirse a la orden. En 1983, fue adquirido por Michael Devereau, quien lo reabrió como el Hotel Loftus Hall, el cual fue posteriormente cerrado en los últimos años de la década de 1990.
Fue propiedad exclusiva de la familia Devereau hasta fines del año 2008, cuando fue vendido a un comprador anónimo, quien se rumoreaba que era Bono, el cantante de la banda de rock U2. Actualmente es propiedad de la familia Quigley. En los últimos tiempos el Hall ha sido convertido en una atracción turística como una "casa encantada", realizándose un tour por el edificio mismo. El nombre de "Loftus Hall" aplica también al pueblo que rodea la mansión. El pueblo entero de Loftus Hall, incluyendo el edificio, puede ser visto desde lo alto del Faro de Hook.

## Supuesto fantasma de la mansión
Charles Tottenham y su familia se ocuparon de la mansión en 1666 mientras la familia Loftus estaba fuera por negocios. Charles Tottenham, su mujer e hija, Anna, estaban todos cuidando de la mansión. Charles fue por una larga estancia a la casa con su segunda mujer, y su hija Anna de su primer matrimonio. Según la leyenda, durante una tormenta, un barco llegó inesperadamente a la Península de Hook, que no estaba muy lejos de la mansión. Un hombre joven fue bienvenido a la mansión. Anna y el joven hombre se hicieron muy cercanos. Una noche, la familia y el hombre misterioso estaban en la sala de juegos, jugando a las cartas. En el juego, cada jugador recibió 3 cartas, excepto Anna, quien solo recibió 2 de parte del hombre misterioso. El mayordomo que servía a la familia Tottenham en la mesa estuvo a punto de preguntarle al hombre sobre esto, cuando Anna se inclinó hacia abajo para levantar otra carta del piso, que se le habría caído. Se dice que cuando Anna se inclinó para levantar la carta, miró por debajo de la mesa y vio que el hombre misterioso tenía un pie de pezuña animal. 
Fue entonces cuando Anna se levantó y dijo al hombre: ¡tienes una pezuña hendida! y el hombre se fue a través del techo, dejando un enorme agujero en el cielorraso. Pronto, Anna se enfermó mentalmente. Se cree que la familia estaba avergonzada de Anna y la encerró en su habitación favorita, donde ella podría ser feliz fuera de la vista de todo el mundo; esta habitación era conocida como la Habitación del Tapiz. Se rehusó a beber y comer y se sentaba con sus rodillas bajo el mentón, mirando hacia afuera a través de la ventana de la Habitación del Tapiz, hacia el mar, donde Dunmore East está hoy esperando por el regreso de su extranjero misterioso. Estuvo así hasta su muerte en la Habitación del Tapiz, en 1675. Se dice que cuando murió no podían estirar su cuerpo porque sus músculos se habían rigidizado, por lo que fue enterrada en la misma posición en la que murió. 
Un rumor afirma que el agujero nunca pudo ser correctamente reparado, y presuntamente aún hoy en día hay una parte del cielorraso que es ligeramente diferente del resto. Mientras tanto, se creía que el extraño con la pezuña hendida retornó a la casa y causó persistentemente actividades fantasmales. Una cantidad de clérigos protestantes aparentemente intentaron darle un fin a esto, pero fallaron. La familia, que era protestante, finalmente llamó al Padre Thomas Broaders (un sacerdote católico, que era también un inquilino en la hacienda de Loftus Hall) para exorcizar la casa. 
El éxito aparente del exorcismo del Padre Broaders no terminó con las visitas fantasmales en el Loftus Hall. Se comunicó que el fantasma de una mujer joven, presuntamente Anne Tottenham, ha hecho frecuentes apariciones en el Hall, y que ha sido vista en el tour, abierto en 2011. El interés en la historia del fantasma ha permanecido fuerte y muchos aspectos de la historia parecen haber sujetados a ellos mismos a la casa. También se menciona en un documental sobre la mansión, muchos años después, luego de que los últimos dueños se hubieran ido, que hubo muchos informes del personal que había trabajado previamente en la mansión, diciendo que habían visto el fantasma de Anna caminar escaleras abajo, y que podían ser escuchados caballos alrededor del edificio.

## Representaciones en los medios de comunicación
Una película documental parcialmente independiente fue realizada por Rick Whelan, de Waterford, la cual fue lanzada 1993 como La leyenda de Loftus Hall. Esta película detalla la historia, dramatizando algunas partes, como el juego de cartas, con actores.
El documental fue bien recibido, con Whelan ahora visto local y nacionalmente como una figura de autoridad en la historia del Loftus Hall. La leyenda de Loftus Hall fue protagonizada por Elaine Lumley como Anna y Jim O'Mara como Broaders. También presenta un reparto completo de todos los protagonistas de la leyenda, con Liam Murphy como Loftus y Frank Coughlan como Charles Tottenham.
Otro largometraje, titulado sencillamente Loftus Hall, fue anunciado a principios de 2006, con el desarrollo del proyecto comenzando en 2007. Los actores Keith Duffy, Samantha Mumba y Adelaide Clemens informaron haber tenido conversaciones ya en varias etapas para participar en el film. Samantha Mumba apareció en Dublín en enero de 2010 para promover la película. Duffy dejó el proyecto a mediados de 2010, debido a previos compromisos contractuales que hubieran interferido con el cronograma propuesto por la película. En una entrevista reciente en la fiesta de lanzamiento de Frilogy.com, Samantha Mumba declaró que los detalles de Loftus Hall eran guardados como secreto sumario. Después de padecer dificultades financieras a lo largo del año 2010, que dilataron la producción, fue anunciado durante una sesión de preguntas y respuestas en el Galway Film Fleadh de 2011, que la financiación había sido asegurada y el proyecto estaba siendo completamente reiniciado para hacer una versión mucho más oscura y descarnada. También se afirmó que la película resultante sería mucho más cuidadosa y fiel a las fuentes originales del material. La fecha de lanzamiento se fijó originalmente para el 1 de octubre de 2012, más tarde fue retrasada para 2013. Se confirmó que Loftus Hall sería la primera película irlandesa lanzada en 3D. 
En abril de 2011, una producción amateur no relacionada con la otra, fue anunciada, sencillamente titulada Loftus. Un tráiler teatral completo fue producido como una herramienta de financiación y marketing para el proyecto. El proyecto fue realizado en conjunto entre la compañía Highwind Films, de Wexford, y Sunrise Innovations.
En agosto de 2014, Loftus Hall fue investigado por el espectáculo de televisión de los EE. UU. sobre actividades paranormales, Aventuras de Fantasmas. Loftus Hall fue presentada en el especial de Halloween de Demonios Celtas, en el programa Aventuras de Fantasmas, en octubre de 2014.
La reseña más completa del ataque de 1642 está en el Volumen Cuatro de Historia de Wexford, de 1904.
Reseñas más cortas del ataque pueden encontrarse en El Promontorio de Hook, Billy Colfer (1978), y en Historia de Loftus Hall parte uno, de Thomas P. Walsh, incluida en la Revista de la Sociedad del Antiguo Wexford (1971), así como en Memorias militares y políticas de la Familia Redmond, por J. Raymond Redmond, en la Revista de la Sociedad Histórica y Arqueológica de Cork. También los acontecimientos están descritos en el libro Historias de fantasmas verdaderos, escrito por la Marquesa Townshend y Maude Ffoulkes (primero publicado en 1936). Historia de Loftus Hall parte dos, de Thomas P. Walsh, publicado en la Revista de la Antigua Sociedad de Wexford (1971), da una cuenta muy detallada de la historia de fantasmas y de muchas apariciones en el viejo Loftus Hall. Según el volumen 4 de Historia de Wexford, una versión de la historia del fantasma fue impresa en el Examinador de Cork, el 11 de agosto de 1888, y estuvo relacionado con la Reina Victoria por el Marqués de Ely hacia el fin de 1860.